# Гушчу (Шемахинский район)
Гушчу, Кушчу (азерб. Quşçu) — село в Шемахинском районе Азербайджана.

## География
Располагается у подножья Ленгебизского хребта, в 8 км от реки Пирсагат и в 26 км к юго-востоку от города Шемахы.

## Происхождение названия
Н.А. Аристов связывал название кушчу с хуннами, В.В. Бартольд и М.Г. Бахарлы с кушанами. С.М.Абрамзон объяснял значение термина кушчу как «охотник с ловчими птицами» (слово «куш» в тюркских языках означает «птица»).   
Тюркозычные Кушчу участвовали в этногенезе азербайджанцев, киргизов, башкир, узбеков
.

## История
В этнографических материалах начала XX века сообщалось, что по преданию жители Кущи происходят из Бухары и именуют себя терекема. Среди кущинцев также было несколько выходцев из Аравии.

## Население
По данным издания «Административное деление АССР», подготовленного в 1933 году Управлением народно-хозяйственным учётом АССР (АзНХУ), по состоянию на 1 января 1933 года Кушчу являлся единственным селом Кушчинского сельсовета Шемахинского района Азербайджанской ССР. В селе насчитывалось 434 хозяйств и 2100 жителей, 1100 мужчин и 1000 женщин. Население села на 100 % состояло из тюрок (азербайджанцев).
На 1979 год численность населения в Кушчу составляла 1308 человек. Основными сельскохозяйственными отраслями в селе являлись виноградарство и животноводство. Функционировали винзавод, средняя и общеобразовательная школы, библиотека, медпункт.
На 2009 год население села составляло 3717 человек.

## Достопримечательности
В ходе археологических раскопок у села Кушчи были обнаружены погребальные памятники, так называемые «каменные ящики», относящиеся к раннему средневековью. Неподалеку от села находится одноимённый грязевой вулкан.